# Alexander Rüth
Alexander Rüth (* 1985 in Wörth am Main) ist ein deutscher Chorleiter, Kirchenmusiker und Hochschullehrer sowie Domkapellmeister am Würzburger Dom St. Kilian.

## Leben
Alexander Rüth studierte Dirigieren, Kirchenmusik und Schulmusik an der Hochschule für Musik und Tanz in Köln. Zu dieser Zeit war er als Kirchenmusiker in Refrath, als stellvertretender Leiter des Kölner Männer-Gesang-Vereins und als Assistent für den Deutschen Jugendkammerchor unter Robert Göstl tätig. 2008 kam er bei einem Hospitationspraktikum erstmalig mit der Würzburger Dommusik in Kontakt.
Am 1. Februar 2011 wurde Rüth Domkantor in Würzburg und baute in dieser Zeit insbesondere die Mädchenkantorei dort auf. 2021 wurde er zum Münstermusikdirektor am Konstanzer Münster ernannt.
Seit 2017 unterrichtet er das Fach Chorleitung an der Staatlichen Hochschule für Musik und Darstellende Kunst in Mannheim. Zusätzlich hat er einen Lehrauftrag für Kinderchorleitung und Chorpädagogik an der Hochschule für Musik in Würzburg und ist für verschiedene Chorverbände als Dozent tätig.
Am 1. September 2022 wurde Rüth zum Domkapellmeister berufen und folgte damit auf Christian Schmid. Ein besonderes Augenmerk legte er auf die Neuformierung der Jungen Domkantorei, einen gemischten Jugendchor zur Erweiterung der Chorlandschaft an der Bischofskirche.